# Pedro González de Lara
Pedro González de Lara († 16. Oktober 1130 vor Bayonne) war ein kastilischer Adliger aus dem Haus Lara und Geliebter der Königin Urraca von León-Kastilien. Er war der älteste Sohn von Gonzalo Núñez de Lara († nach 1105) und dessen Frau Goto.

## Leben
Dem König Alfons VI. (1065–1109) diente Pedro González in den Jahren 1089 bis 1091 als Bannerträger (alférez). Möglicherweise nahm er als Angehöriger des mit Raimund IV. von Toulouse ziehenden spanischen Kontingents am ersten Kreuzzug (1095–1101) teil, sofern er mit dem spanischen Ritter Pero Gonzales Romero identisch ist, der in der spät entstandenen Kreuzzugschronik La gran conquista de Ultramar bei der Belagerung von Antiochia 1097 genannt wird.
In den späten Jahren Alfons’ VI. gelangte Pedro González in den Besitz mehrerer Burgherrschaften (tenente), die ihm zu einer bedeutenden Machtposition in Kastilien verhalfen. Am 6. Mai 1107 ist er erstmals mit dem Titel eines Grafen bezeugt. Für Königin Urraca (1109–1126) wurde er damit zu einer wichtigen Stütze ihrer Herrschaft und ungeachtet seiner Ehe zu deren Liebhaber. Laut des Historikers Jéronimo Zurita kämpfte Pedro angeblich 1111 in der verhängnisvollen Schlacht von Candespina mit, bei der Urracas erster Liebhaber Graf Gómez González fiel, was allerdings von keiner zeitnahen Quelle bestätigt wird. Den Einfluss des Hauses Lara am königlichen Hof festigte Pedro durch die Verheiratung seines jüngeren Bruders Rodrigo González mit einer Halbschwester der Königin. Der Herrschaftsantritt von Alfons VII. (1126–1157) hatte der Macht der Laras am königlichen Hof ein Ende gesetzt, da der neue König in einem feindseligen Verhältnis zu seinem „Stiefvater“ stand. Folglich verweigerte Pedro dem König im Jahr 1129 die Gefolgschaft während des Feldzugs gegen König Alfons I. von Aragón, womit er und sein Bruder in den offenen Aufstand traten. Gemeinsam mit seinem Schwiegersohn, Beltrán de Risnel, belagerte er im Frühjahr 1130 Palencia, doch kostete sein Hilfsappell an den König von Aragón ihn den Rückhalt der kastilischen Bevölkerung. So konnte Alfons VII. die Belagerung aufheben und Pedro gefangen nehmen. Er wurde zunächst in Ketten nach León gebracht, wo er seiner Titel und Besitzungen für verlustig erklärt, danach aber wieder frei gelassen wurde.
Pedro zog an den Hof des Königs von Aragón, den er noch im Jahr 1130 auf einen Feldzug gegen Graf Alfons Jordan von Toulouse begleitete, der ein Cousin und Verbündeter von Alfons VII. war. Bei der Belagerung von Bayonne trug er mit dem Grafen einen Zweikampf aus, wurde dabei vom Pferd geworfen und brach sich dabei einen Arm. Wenige Tage darauf starb er an seinen Verletzungen.
Die Ehefrau von Pedro González hieß Eva, die letztmals im Jahr 1147 urkundlich genannt wird. Ihre Kinder waren:
- Manrique Pérez de Lara († 9. Juli 1164, gefallen bei Garcianarro).
- Álvaro Pérez de Lara († 15. September 1172).
- Mayor Pérez de Lara.
- Nuño Pérez de Lara († 1177)
- Rodrigo Pérez de Lara († 1164)
- María Pérez de Lara
- Milia Pérez de Lara († 1186), mit Gómez González de Manzanedo.

Aus seinem Verhältnis mit Königin Urraca hatte er zwei uneheliche Kinder:
- Elvira Pérez de Lara (* um 1117, † nach 1174); 1. ⚭ mit García Pérez de Traba, Herr von Trastámara; 2. ⚭ mit Beltrán de Risnel.
- Fernando Pérez „Furtado“ de Lara (* vor 1123, † 1156).

## Weblink
- Chapter 14. LARA bei Foundation for Medieval Genealogy.ac

| Personendaten    | Personendaten                                                       |
| ---------------- | ------------------------------------------------------------------- |
| NAME             | Pedro González de Lara                                              |
| KURZBESCHREIBUNG | spanischer Adliger, Geliebter der Königin Urraca von León-Kastilien |
| GEBURTSDATUM     | 11. Jahrhundert                                                     |
| STERBEDATUM      | 16. Oktober 1130                                                    |
| STERBEORT        | Bayonne                                                             |